# Операція «Інфатюейт»
Опера́ція «Інфатюейт» (англ. Operation Infatuate) — військова операція англо-канадських сил з метою відкрити порт Антверпена для судноплавства та полегшити матеріально-технічні становище своїх військ, що билися на Західному фронті, у листопаді 1944 року в ході Другої світової війни. Операція була складовою битви на Шельді і являла собою вторгнення союзних військ на голландський острів Валхерен, шляхом висадки морського десанту на укріплений острів, розташований у гирлі річки Шельда, який блокував союзникам доступ до окупованого порту Антверпен приблизно за 60 кілометрів углиб країни.

## Історія

### Передумови
На початку вересня 1944 року місто Антверпен і його порт було захоплено британською 2-ою армією. Хоча пріоритетом 21-ї групи армій на той час була операція «Маркет-Гарден», не було ніякої терміновості в забезпеченні підходів до портових споруд великого бельгійського порту. На острові Валхерен, на західному кінці півострова Бевеланд, в естуарії Шельди, дислокувався сильний гарнізон німецької 15-ї армії, яка закріпилася на міцних фортифікаційних спорудах і мала гармати великого калібру, що унеможливлювало транзит водним шляхом до Антверпена. Через затримки союзників із захопленням стратегічно важливого острову частини 15-ї армії «мали час, щоб відступити та закріпитися на острові Валхерен і півостріві Південний Бевеленд».
Командування 1-ї канадської армії 21-ї союзної групи армій отримало наказ забезпечити умови для відкриття району Антверпена. Але, тим часом фельдмаршал Бернард Монтгомері також наказав захопити порти Булонь, Дюнкерк і Кале на Ла-Манші, щоб полегшити логістичні проблеми, пов'язані з переміщенням запасів з плацдармів у Нормандії. Запеклий спротив вермахту та утворення німцями в портах Ла-Маншу своєрідних «фортець» означала, що лінії постачання союзників продовжуватимуть витягуватися, чим далі буде просуватися лінія фронту. Порти Ла-Маншу врешті-решт були «запечатані», коли після провалу операції «Маркет-Гарден» Монтгомері змінив свої пріоритети й зосередився на очищенні від противника Шельди. Канадці сконцентрувалися на оволодінні Шельди. 1-ша канадська армія просувалася на північний захід від плацдарму в Антверпені і після важких боїв на початку і в середині жовтня вирвалася на вузький перешийок, який з'єднував Південний Бевеленд з материком.
9 жовтня 1944 року Монтгомері видав директиву, яка визначала канадській армії надавати абсолютний пріоритет очищенню Шельди над будь-якими іншими наступальними операціями. Через десять днів канадці почали наближатися до острова Валхерен уздовж перешийка. На південь від Шельди німці були загнані в кут у Зебрюгге, 2 листопада вони капітулювали у Брескенському мішку. Зюйд (Південь) і Норд-Бевеланд (Північний Бевеланд) були практично очищені від військ окупантів, і настав правильний час для штурму Валхерена.

### Хід операції
Операцію було заплановано на 1 листопада. У день висадки густий туман над аеродромами Нідерландів і Бельгії обмежив підтримку Королівськими ПС висадки, хоча небо над самим Валхереном було ясним.

#### Висадка у Флашінг (операція «Інфатюейт» I)
О 05:45 на схід від Ораньемолен, вітряного млина на морській дамбі у Флашингу висадився загін No. 4 Commando, а основна частина військ прибула на берег о 06:30. 4-й загін командос під командуванням підполковника Роберта Доусона, зіткнувся з проблемою у пошуку відповідного місця для висадки на берег. Доусон відправив на берег невелику розвідувальну групу на двох LCVP. За ними йшли роти командос № 1 і 2, які з мінімальними втратами закріпилися на плацдармі і незабаром почали захоплювати полонених. Коли о 06:30 висадку почали основні сили десанту, німці до цього часу вже встигли підготуватися і відкрили щільний вогонь з кулеметів і 20-мм зенітної гармати. Тим не менш, командос дісталися до берега з невеликими втратами, хоча штурмові десантні катери (LCA), на яких доставлялася важка зброя й оснащення, включаючи 3-дюймові міномети, затонули приблизно в 20 м від берега. Британцям вдалося врятувати міномети.

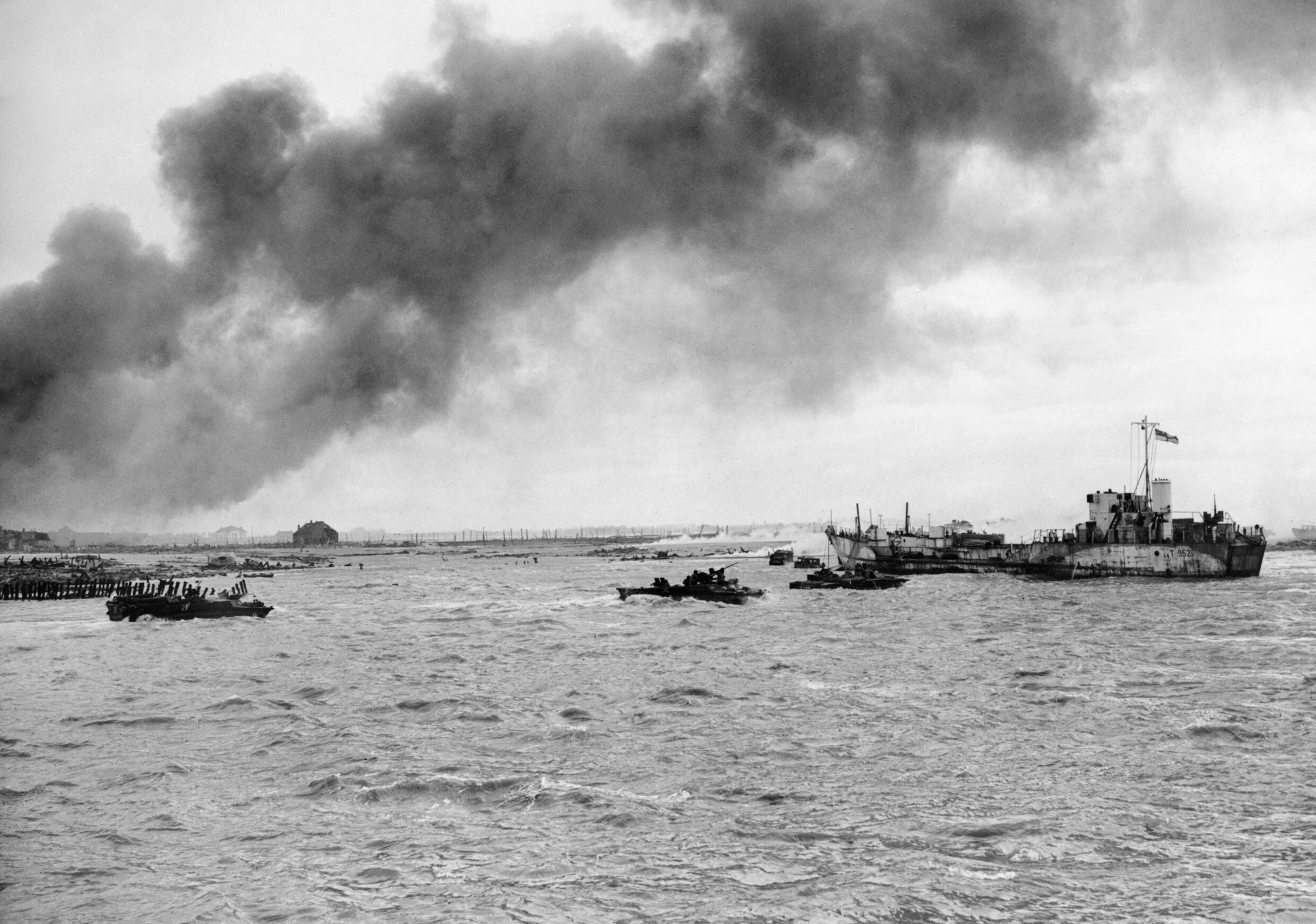
Командос Королівської морської піхоти висаджується у Валхерені з використанням DUKW, LVT, LCT і амфібій Buffalo. 1 листопада 1944 року

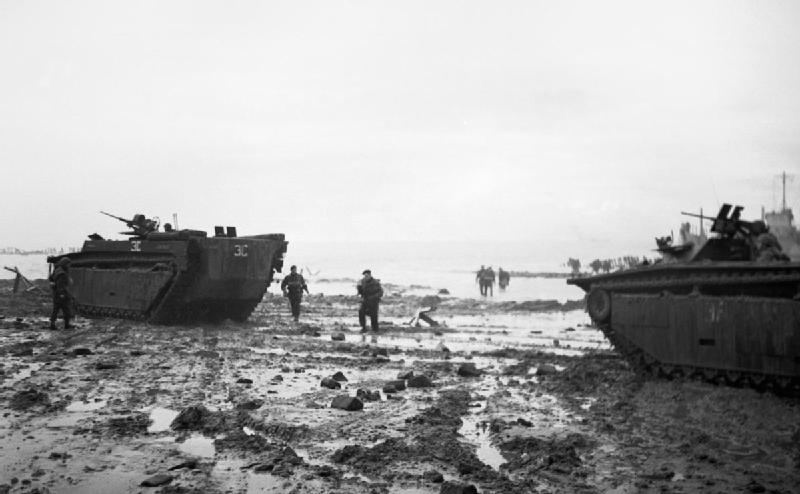
Британські командос наступають за підтримки амфібій Buffalo. 2 листопада 1944 року

Командос вступили в бій, намагаючись прорватися вглиб острову крізь німецькі опорні пункти. О 08:30 на посилення прибув перший батальйон 155-ї піхотної бригади, що при висадці втратив два катери LCA через шквальний вогонь однієї з берегових батарей. До 16:00 командос і піхота досягли більшості своїх цілей і командування розпочало закріплюватися на здобутих позиціях.

#### Висадка у Весткапелл (операція «Інфатюейт» II)
План нападу на Весткапелл, розроблений бригадним генералом Лестером, передбачав висадку трьох підрозділів командос № 41 (Королівської морської піхоти) на крайньому західному кінці острову. Решта цього загону разом із двома ротами командос № 10 (IA) мала висаджуватися на берег на M29 Weasel і Buffalo, які запускалися з танкодесантних суден типу LCT. Їхня місія полягатиме в тому, щоб опанувати Весткапелл, а потім рухатися на північ острова. Командос № 48 (Королівської морської піхоти) висаджувалися південніше цього плацдарму. Звідти вони мали просунутися до Зутеланду приблизно на 5 км на південний схід. Нарешті командос No. 47 (Королівська морська піхота) висаджувалися вслід за 48-м загоном і проривалися назустріч з підрозділами 4-го загону поблизу Флашинга.
Сили відпливли з Остенде о 03:15 і о 09:30 вони вийшли на цілі. Перед початком висадки десанту, кораблі здійснили артилерійський обстріл ворожих позицій та опорних пунктів німців з усіх засобів, що були в їхньому розпорядженні, включаючи 15-дюймові (380 мм) гармати лінкора «Воспайта» та моніторів «Еребуса» та «Робертса», артилерійські десантні судна та ракети РСЗВ на катерах LCT(R). О 08:09 німці відкрили вогонь у відповідь, зосереджуючись на допоміжних десантних кораблях, а не на тих, що доставили війська противника. Було вражено кілька десантних катерів, у тому числі LCT, який отримав пряме влучення. З повітря висадку підтримували винищувачі-бомбардувальники «Тайфун», озброєних ракетами RP-3.

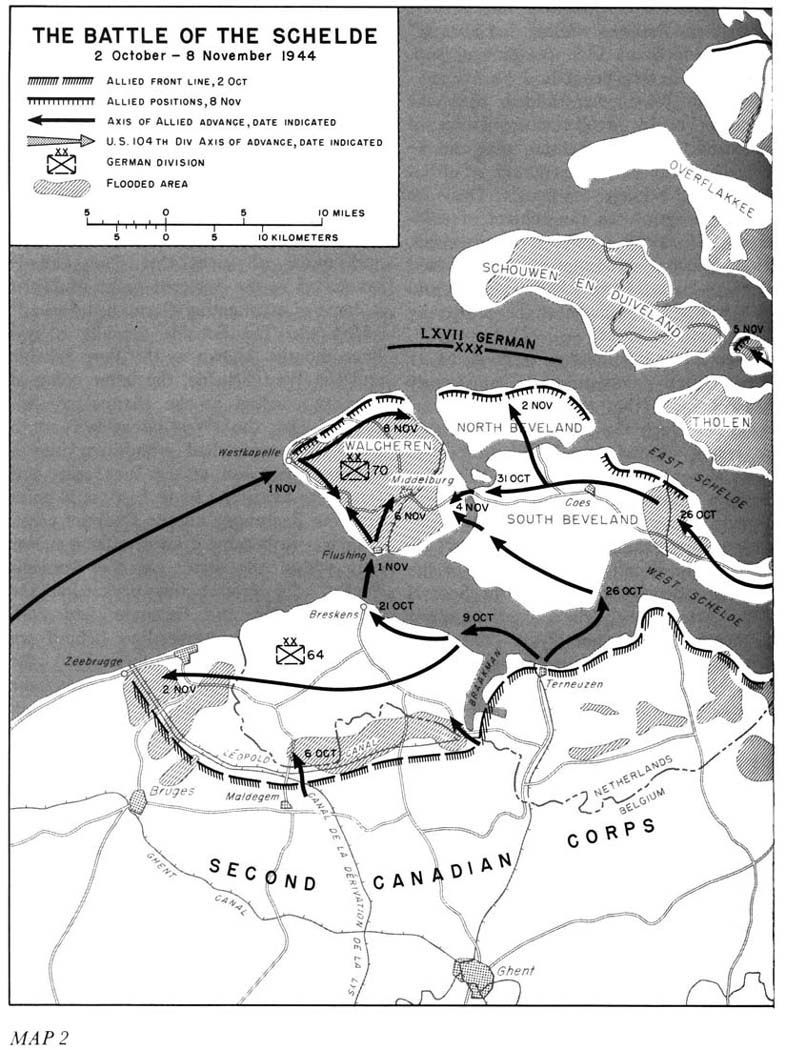
Битва на Шельді. 2 жовтня-8 листопада

Найнебезпечніше завдання виконував ескадрон морської підтримки флоту з 27 малих суден, який вступив у бій з одинадцятьма все ще діючими німецькими береговими батареями. Британці зробили це з помітною відвагою, але з дуже великими втратами. Станом на 12:30 дев'ять кораблів ескадрону підтримки було потоплено, одинадцять виведено з ладу, а великий відсоток їхніх екіпажів або загинув або був поранений. Зрештою ескадрон підтримки було відкликано, оскільки багато кораблів було пошкоджено або знищено, але їхня мета, відвернути на себе вогонь батареї противника від десантних кораблів, які здійснювали головний штурм, була досягнута.
На острові Валхерен, 41-й загін командос обійшов дот на своєму шляху та продовжив атаку в напряму на Весткапелле, де на їхньому шляху виявилася берегова батарея з чотирьох 94-мм гармат. Противника було знищено за підтримки кількох танків, а потім командос продовжили рух на північ уздовж дамби.
48-й загін командос на своєму шляху руху зіткнувся з батареєю 150-мм гармат. Під час атаки на позиції загинув командир роти, кілька воїнів було поранено. Ще одну спробу атакували німці зустріли інтенсивним мінометним вогнем. Командос запросили вогонь на підтримку разом із атаками «Тайфунів». Після цього вогневого впливу друга рота під прикриттям диму прорвалася до центральної частини батареї, вивівши її з ладу.

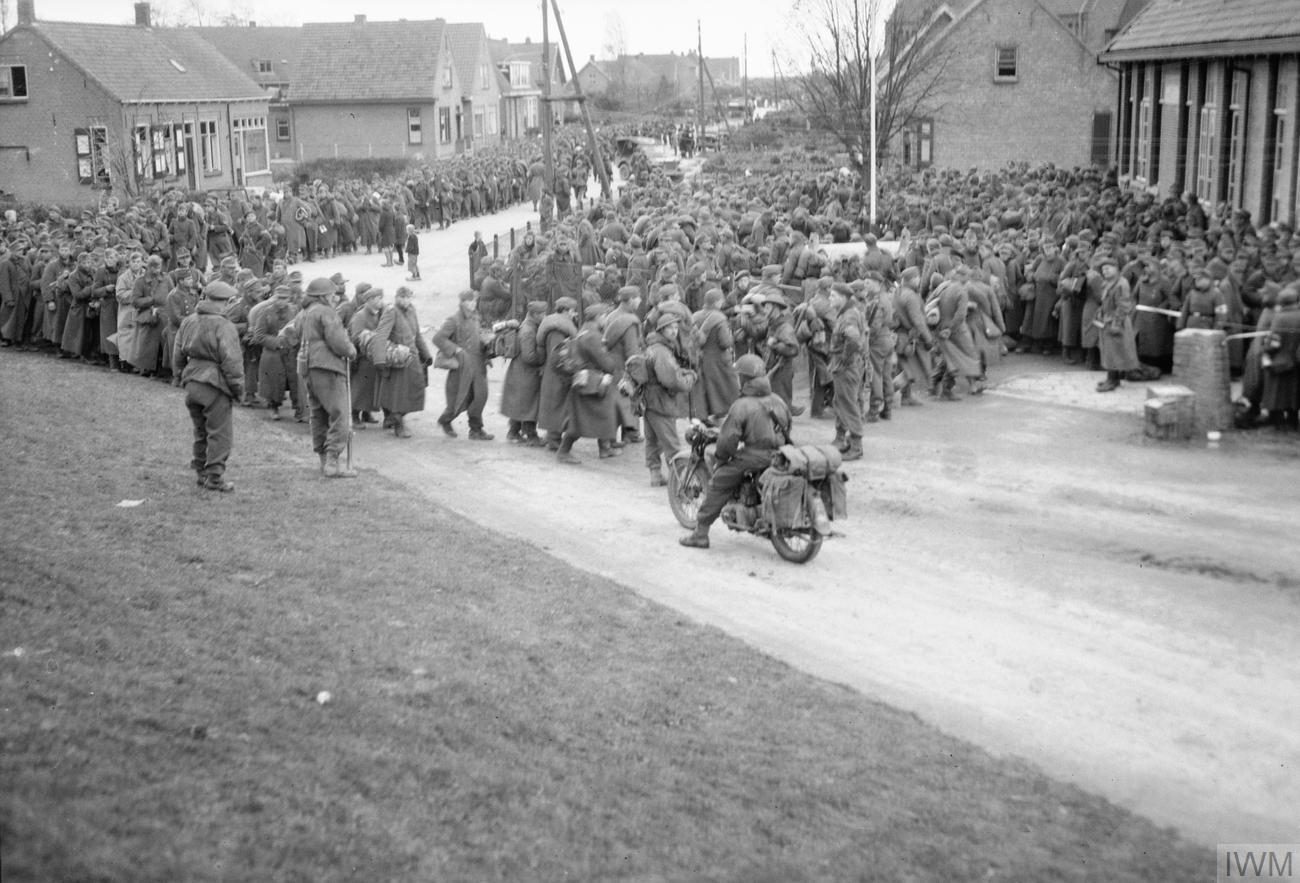
Німецькі військовополонені, захоплені в боях за острів Валхерен. Листопад 1944

Наступного дня 4-й загін командос у взаємодії з 5-м батальйоном Його Королівської Величності шотландських прикордонників продовжили бій за Флашинг. Рота № 5 (норвезька) 10-го загону командос вела бій проти опорного пункту німців на прізвисько «Дувр». Одна частина війська захопила дах кінотеатру і відкрила вогонь по опорному пункту зі свого PIAT. Інші взводи рухалися вулицею та садами. Коли загін готувався до останнього штурму, «Тайфуни» атакували ворожу позицію. Того дня війська продовжили наступ і досягли цілі.
№ 48 (RM) командос наступав з першим світанком і взяв Зутеланд, зустрівши легкий спротив. 47-й загін командос продовжував наступ, але незабаром наразився на міцну укріплену позицію з протитанковим ровом і перешкодами «зуби Дракона». Не було льотної погоди, і британці атакували без авіаційної підтримки, лише за підтримки артилерії. Вони потрапили під сильний мінометний вогонь і зазнали кількох втрат. Інша половина командос, що рухалася вздовж дамби, вийшла на іншу батареєю гармат калібру 150 мм біля Дішука. Їхньому наближенню перешкоджали осередки опору у передній частині батареї, які не були ліквідовані до настання ночі. Три роти зупинилися перед батареєю і відбили німецьку контратаку відразу після того, як вони були поповнені вкрай необхідним продовольством і боєприпасами.
Оборонні споруди та міни на пляжах ускладнювали доставку суднами припасів до наземних складів. На третій і четвертий дні командос були змушені використовувати пайки захоплених німців. 5 листопада поблизу Зутеланда всім підрозділам були десантовані запаси парашутами.
41-й і 10-й загони командос досягли Домбурга вранці 2 листопада, де зустріли сильний опір. Того вечора бригадний генерал Лестер наказав 41-му загону, за винятком одного взводу, підтримати 47-й загін на півдні, залишивши підрозділи 10-го і одного взводу 41-го загонів завершити очищення Домбурга.
До 6 листопада командос 4-го, 47-го і 48-го загонів зосередилися в Зутеланді, після чого виникла дводенна пауза, поки вони поповнювали постачання. Осередки опору противника сконцентрувалися в районі на північний захід від Домбурга.
О 08:15 8 листопада четверо німців підійшли до військ союзників і запросили капітуляції всіх німецьких військ, що залишилися в цьому районі. Після деяких переговорів 40 000 німців здалися. 4-та бригада командос за вісім днів боїв втратила 103 людини вбитими, 325 пораненими і 68 зниклими безвісти. Наприкінці листопада після масштабної операції з розмінування Шельди в Антверпені почали вивантажувати перші вантажі.